# Leucania inermis
Leucania inermis är en fjärilsart som beskrevs av Forbes 1936. Leucania inermis ingår i släktet Leucania och familjen nattflyn. Inga underarter finns listade i Catalogue of Life.